# Timeglas
Timeglas er et instrument til måling af tid. Det består af to glaskolber anbragt over hinanden og forbundet med et smalt rør. Den øverste glaskolbe er fyldt med sand, der løber over i den nederste i løbet af en given tid. Herefter kan glasset vendes og processen gentages. Døden vises tit med et timeglas i hånden.
| Artikelstump | Spire Denne artikel om måleinstrumenter er en spire som bør udbygges. Du er velkommen til at hjælpe Wikipedia ved at udvide den. |